# Liste der Kulturdenkmale in Altstadt I (Dresden)

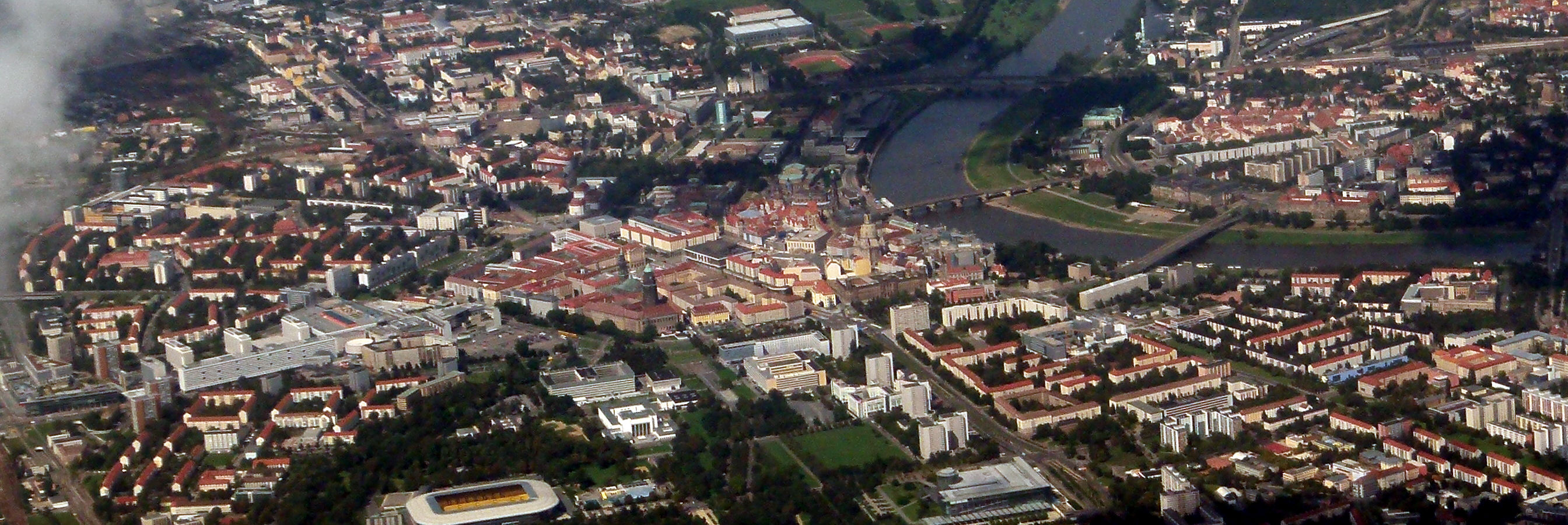
Blick auf die Altstadt I vom Flugzeug

Die Liste der Kulturdenkmale in der Altstadt I umfasst die Kulturdenkmale der Dresdner Gemarkung
Altstadt I. Grundlage bildet das vom Landesamt für Denkmalpflege Sachsen verfasste Denkmalverzeichnis.
Diese Liste ist eine Teilliste der Liste der Kulturdenkmale in Dresden.

Diese Liste ist eine Teilliste der Liste der Kulturdenkmale in Sachsen.
Aufgrund der hohen Anzahl der Kulturdenkmale sind die Kulturdenkmale der Gemarkung auf die einzelnen Stadtteile aufgeteilt:
- Liste der Kulturdenkmale in der Inneren Altstadt
- Liste der Kulturdenkmale in der Pirnaischen Vorstadt
- Liste der Kulturdenkmale in der Seevorstadt
- Liste der Kulturdenkmale in der Wilsdruffer Vorstadt

Die Kulturdenkmale der Stadtteile Innere Altstadt und Pirnaische Vorstadt liegen vollständig in der Gemarkung Altstadt I. Zahlreiche Kulturdenkmale des Stadtteils Seevorstadt und einige Kulturdenkmale des Stadtteils Wilsdruffer Vorstadt liegen in der Gemarkung Altstadt II.